# 連接設備配置
CDC（英語：Connected Device Configuration，连接设备配置）是指符合Java Community Process（JCP）研發規範，利用Java技術將應用程式在網路上與其他連接的裝置分享與使用，這些裝置包括智慧型通訊器等等高階個人數位助理（PDA）。CDC同時也是J2ME環境下重要的技術規範。這項技術規範於2002年首度發表。